# 나가사키항

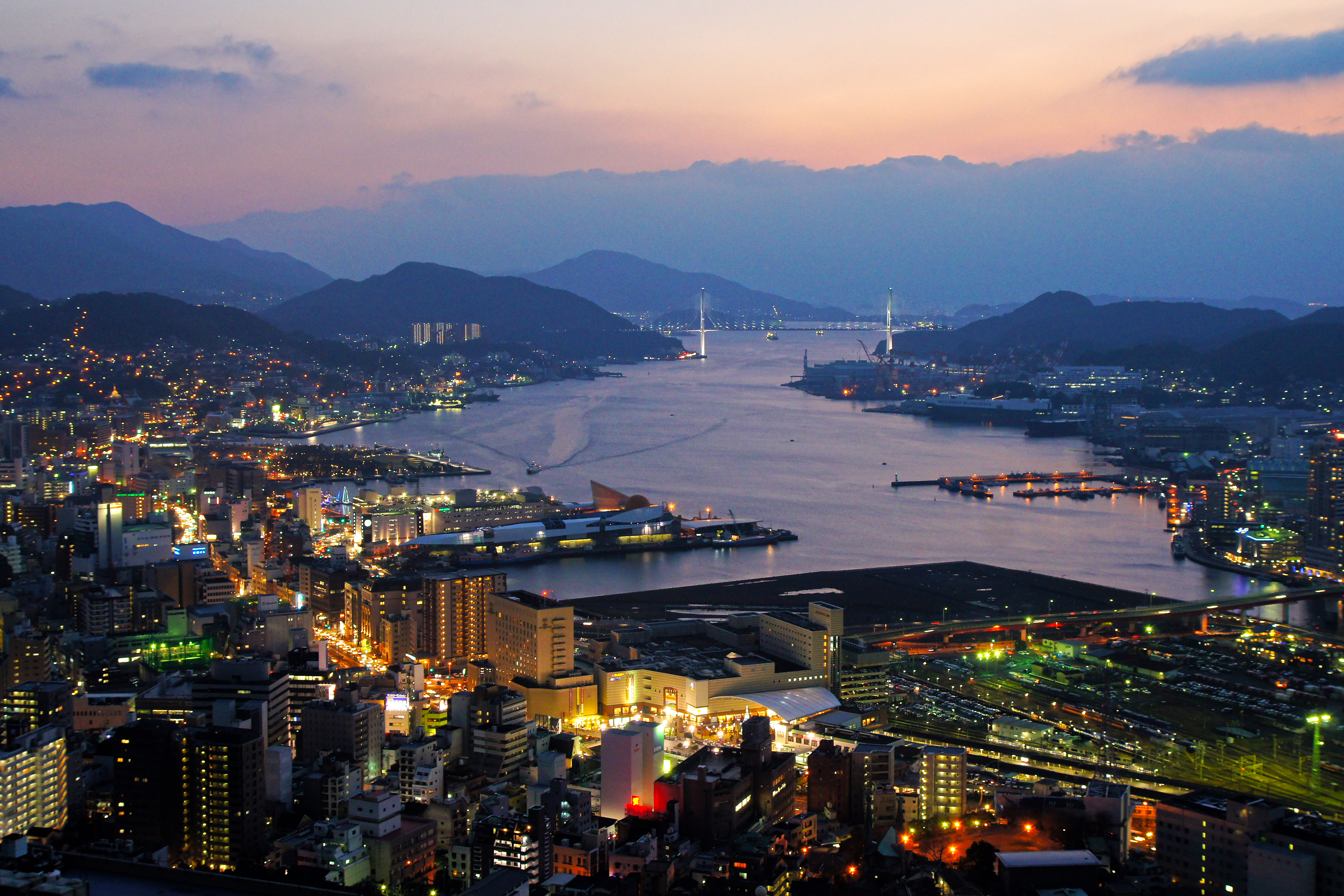
나가사키항

나가사키항(長崎港 나가사키코[*])은 일본 나가사키현 나가사키시에 있는 항구이다. 항구 관리자는 나가사키현이다. 항만법으로는 중요항만, 항칙법으로는 특정항으로 지정되어 있다.